# Trachypithecus laotum
Trachypithecus laotum (Лутунг лаоський) — вид приматів з роду Trachypithecus родини мавпові.

## Опис
Хутро цих приматів переважно чорного кольору, лиш на лобі широка, біла смуга. Навколо рота, на горлі і в областях між ротом і вухами може бути яскраве волосся. Це тонкі примати з довгими хвостами.

## Поширення
Країни проживання: Лаос. Цей вид тісно пов'язаний з лісами у вапнякових / карстових середовищах.

## Стиль життя
Це листоїдний, наземний, деревний і денний вид. Вони живуть в гаремних групах.

## Загрози та охорона
Основною загрозою для цього виду є полювання. Втрата середовища існування, ймовірно, буде загрозою в довгостроковій перспективі. Занесений в Додаток II СІТЕС. Як відомо, зустрічається в 2 охоронних територіях: англ. Khammouane National Biodiversity Conservation Area і англ. Nam Kading National Biodiversity Conservation Area.